# Kühberg (Bärenstein)
Kühberg ist eine Siedlung, die zur Gemeinde Bärenstein im Erzgebirgskreis (Freistaat Sachsen) gehört.

## Geografie

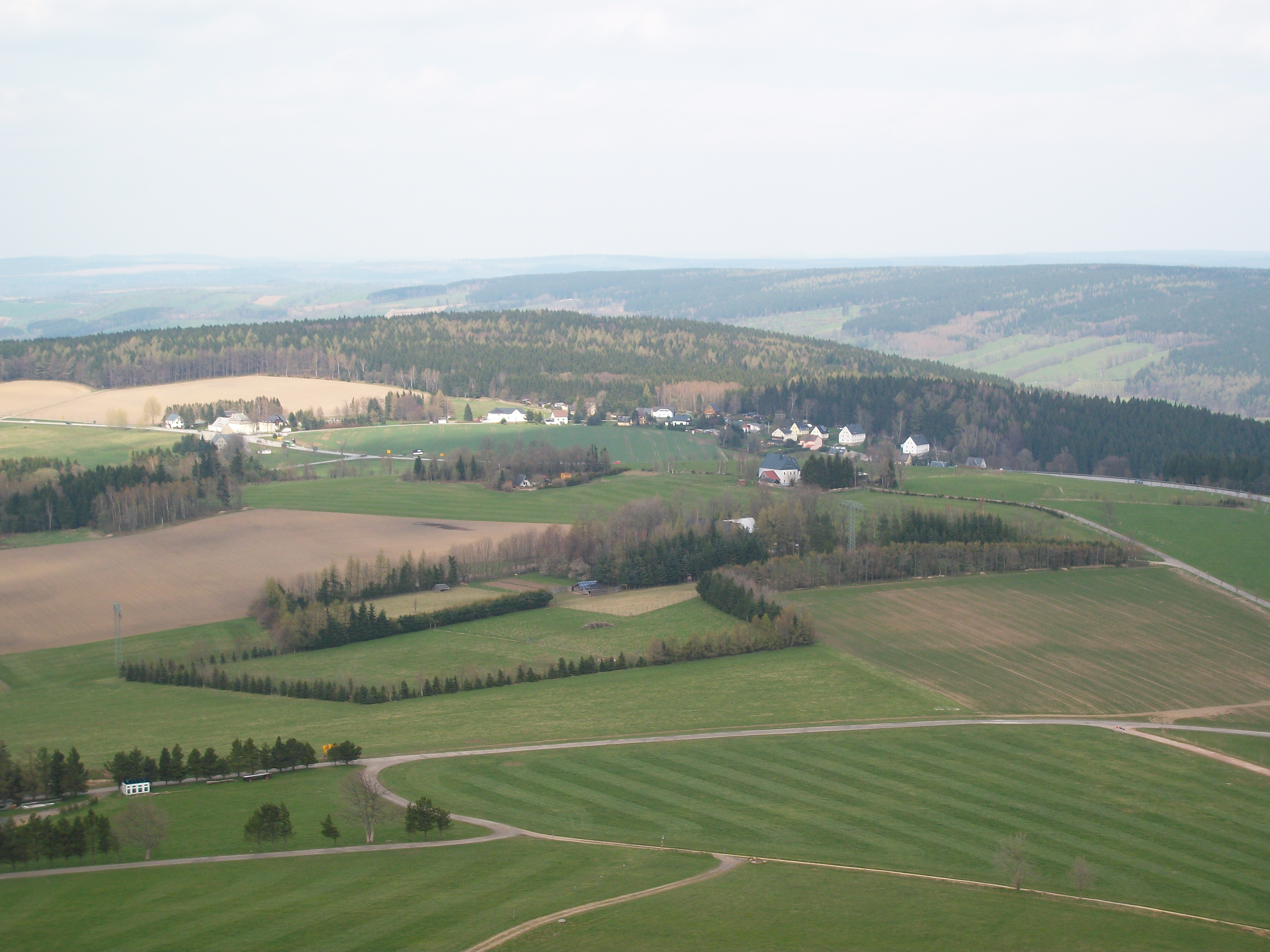
Blick vom Bärenstein zum oberen Ortsteil von Kühberg an der B 95

### Lage
Kühberg befindet sich abgetrennt vom Siedlungsgebiet von Bärenstein im Nordosten der Gemeinde. Die Siedlung liegt im Mittleren Erzgebirge. Sie erstreckt sich von Nordwesten nach Südosten an einem steilen Hang nordöstlich des Bärensteins von einer Anhöhe, auf der die Bundesstraße 95 verläuft, bis ins Tal des Pöhlbachs. Dieser bildet südlich von Kühberg gleichzeitig die Staatsgrenze zur Tschechischen Republik. Kühberg wird im mittleren Bereich von der Bahnstrecke Vejprty–Annaberg-Buchholz unt Bf durchquert, an der der Ort einst einen Haltepunkt in einer Höhe von 705 m ü. NHN besaß. Der durch den Ort führende Streckenabschnitt ist jedoch in der Gegenwart ohne regelmäßigen Schienenverkehr.
Der Bereich unterhalb der Eisenbahnstrecke bzw. des ehemaligen Floßgrabens bis zum Pöhlbach trägt die Flurbezeichnung „Im Grund“ bzw. „Kühberger Grund“. Der untere Abschnitt des Pöhlbachtals wurde bis in das 19. Jahrhundert als „Ziegenthal“ bezeichnet.

### Nachbarorte
| Sehma      |                                                                | Königswalde                 |
| Cranzahl   | Kompassrose, die auf Nachbargemeinden zeigt                    | Brettmühle (zu Königswalde) |
| Bärenstein | Vejprty (Weipert), bis 1945 auch dessen Ortsteil Weipert-Grund |                             |

## Geschichte

### 14. und 15. Jahrhundert

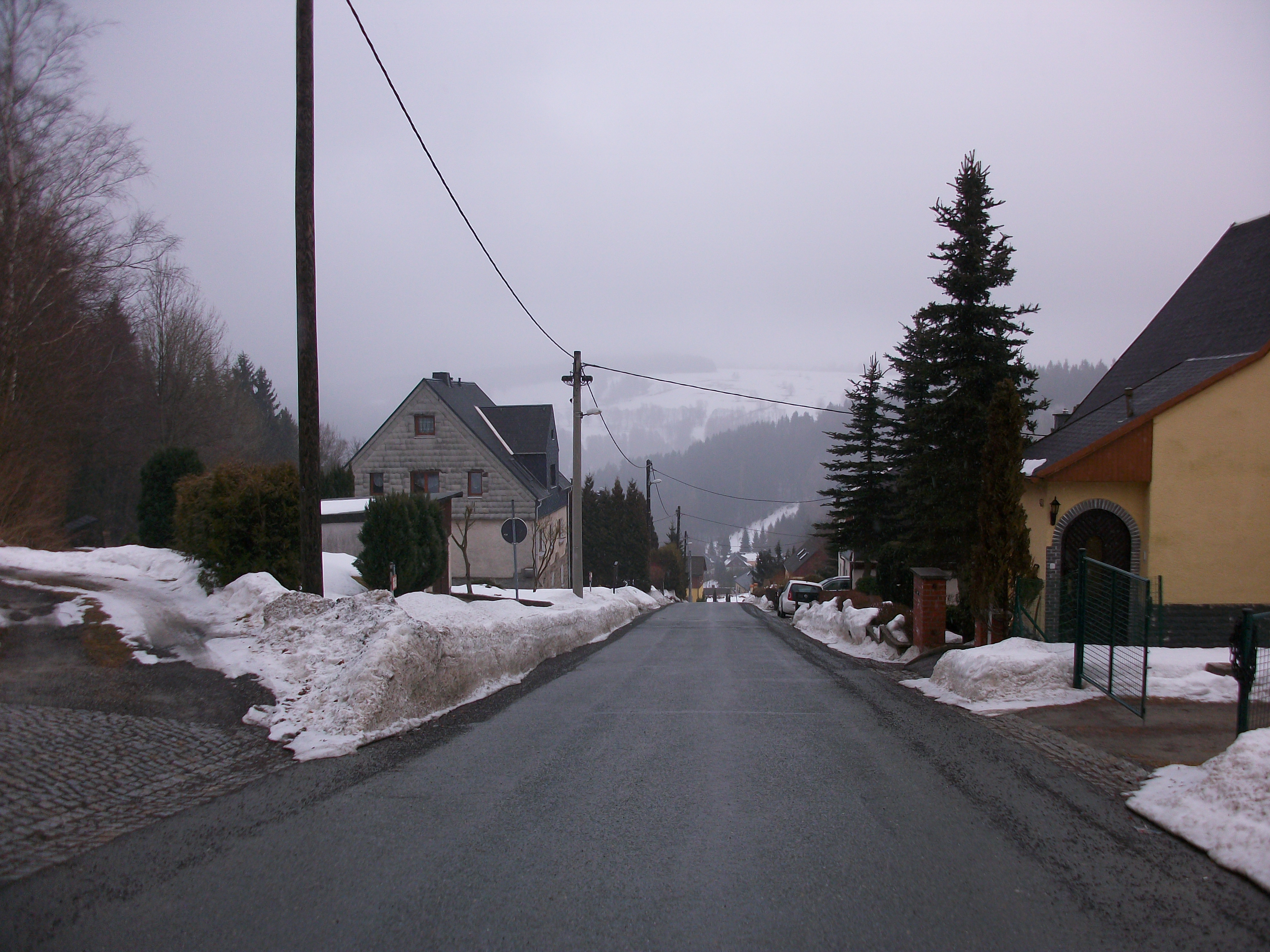
Die Paßstraße in Kühberg

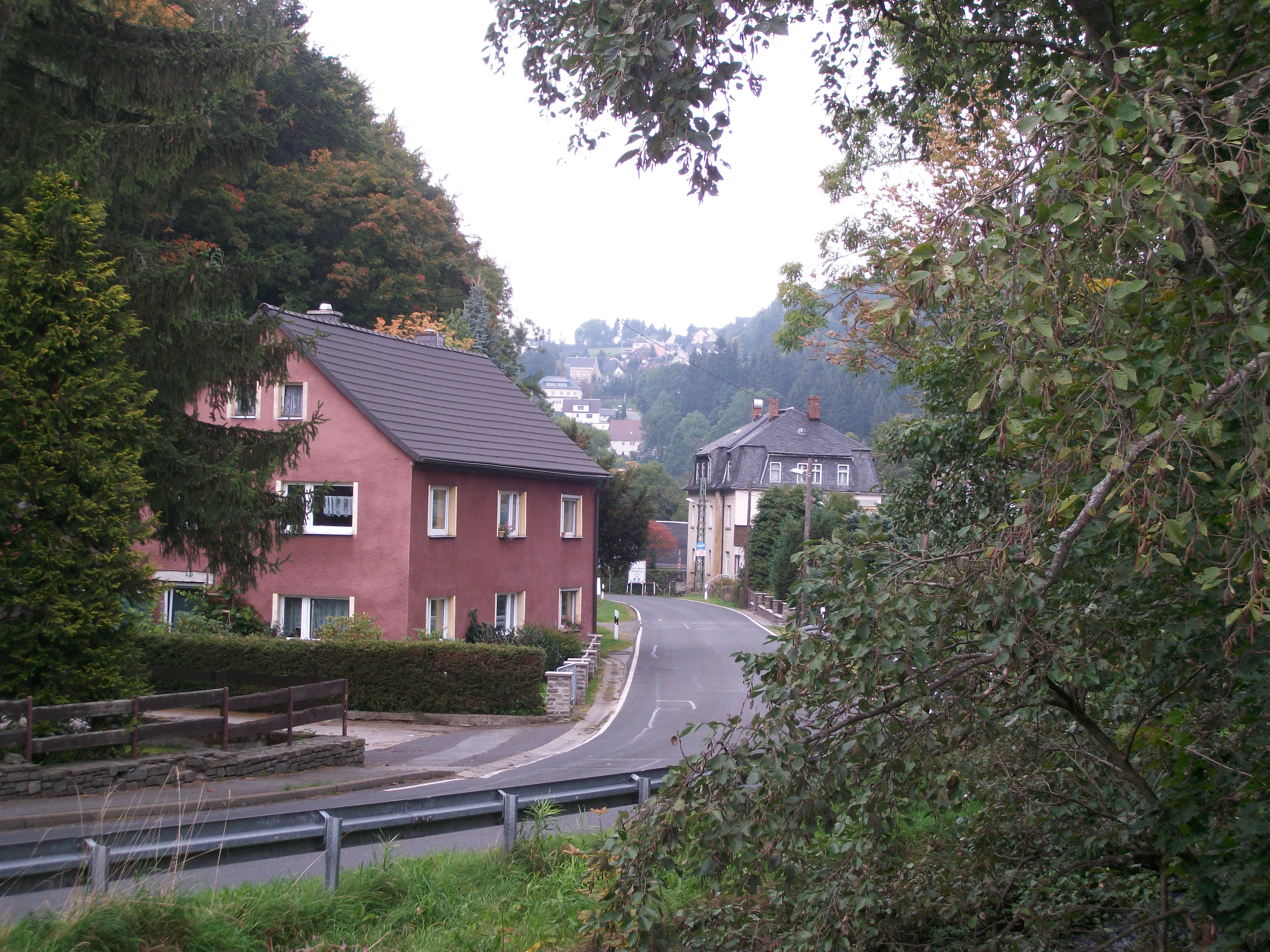
Kühberg, Blick vom unteren auf den oberen Ortsteil

Die Gegend von Kühberg war vermutlich schon im 14. Jahrhundert besiedelt. Im Waldgebiet links des Pöhlbachs zwischen Königswalde und Kühberg soll sich ein Silberbergwerk mit dem Namen „Berghäusel“ befunden haben, das zur Zeit der Hussitenkriege zwischen 1426 und 1429 zerstört wurde. Gleichzeitig mit dem Bergwerk wurde auch die dazugehörige Siedlung „Berghäusel“ an der Preßnitzer Straße (im 19. Jahrhundert: Salzstraße bzw. Passstraße genannt) zerstört. Der Name Berghäusel ging in der Folgezeit auf das Waldgebiet über, in dem das Bergwerk und die Siedlung lagen. Gemeinsam mit der böhmischen Stadt Preßnitz wurde der durch die Ortslage führende Handelsweg zum Preßnitzer Pass (Preßnitzer Straße) im Jahr 1335 erstmals urkundlich erwähnt. Dieser führte ursprünglich von Halle (Saale) über Altenburg, Zwickau, Hartenstein, Grünhain und Zwönitz nach Schlettau, wo die obere Zschopau gequert wurde. Anschließend führte der Weg über Sehma und Kühberg in das Tal des Pöhlbachs, wo dieser in Höhe des Blechhammers über die „Böhmische Brücke“ passiert wurde. Seitdem die böhmische Herrschaft Schlettau im Jahr 1413 an das Kloster Grünhain gefallen war, verlief hier die sächsisch-böhmische Grenze. Der Blechhammer jenseits des Bachs gehörte zum Weiperter Ortsteil Grund. Von dort führte der Preßnitzer Pass weiter über Weipert (heute: Vejprty), Pleil (heute: Černý Potok) und Preßnitz (heute im Staubereich der Talsperre Preßnitz liegend) nach Reischdorf (heute: Rusová), in dessen Ortslage er sich in Richtung Kaaden (heute: Kadaň) und Kralupp (heute: Kralupy u Chomutova) verzweigte.
Zum Schutz dieser wichtigen Handelsstraße nach Böhmen befand sich auf dem Schlossstein südlich von Kühberg eine befestigte Spornburg. Sie lag in der Nähe des heutigen Eisenbahntunnels. Der Felssporn am Schlossstein bot einen guten Überblick über den gesamten Verlauf der ehemaligen Passstraße vom Kühberger Berg über die Furt im Tal des Pöhlbachs am späteren Blechhammer und über den gesamten gegenüberliegenden Hang hinauf bis zum Forsthaus am „Berghof“. Die Anlage auf dem Schlossstein wurde jedoch bereits im 14. Jahrhundert wieder aufgegeben. Das Gebiet um den Schlossstein war außerdem ein Grenzwinkel. Westlich des Pöhlbachs lag flussabwärts die sächsische Herrschaft Wolkenstein mit der Ratsseite von Königswalde. Dieses gehörte seit der Leipziger Teilung im Jahr 1485 zum albertinischen Herzogtum Sachsen. Flussaufwärts lag die böhmische Herrschaft Preßnitz mit Weipert. Das Gebiet östlich des Pöhlbachs mit dem Schlossstein, Bärenstein, Kühberg und der Amtsseite von Königswalde gehörte zur Herrschaft Schlettau, die bis 1413 böhmisch war und danach dem Kloster Grünhain unterstand. Dieses Gebiet gehörte seit 1485 zum ernestinischen Kurfürstentum Sachsen.

### 16. bis 18. Jahrhundert

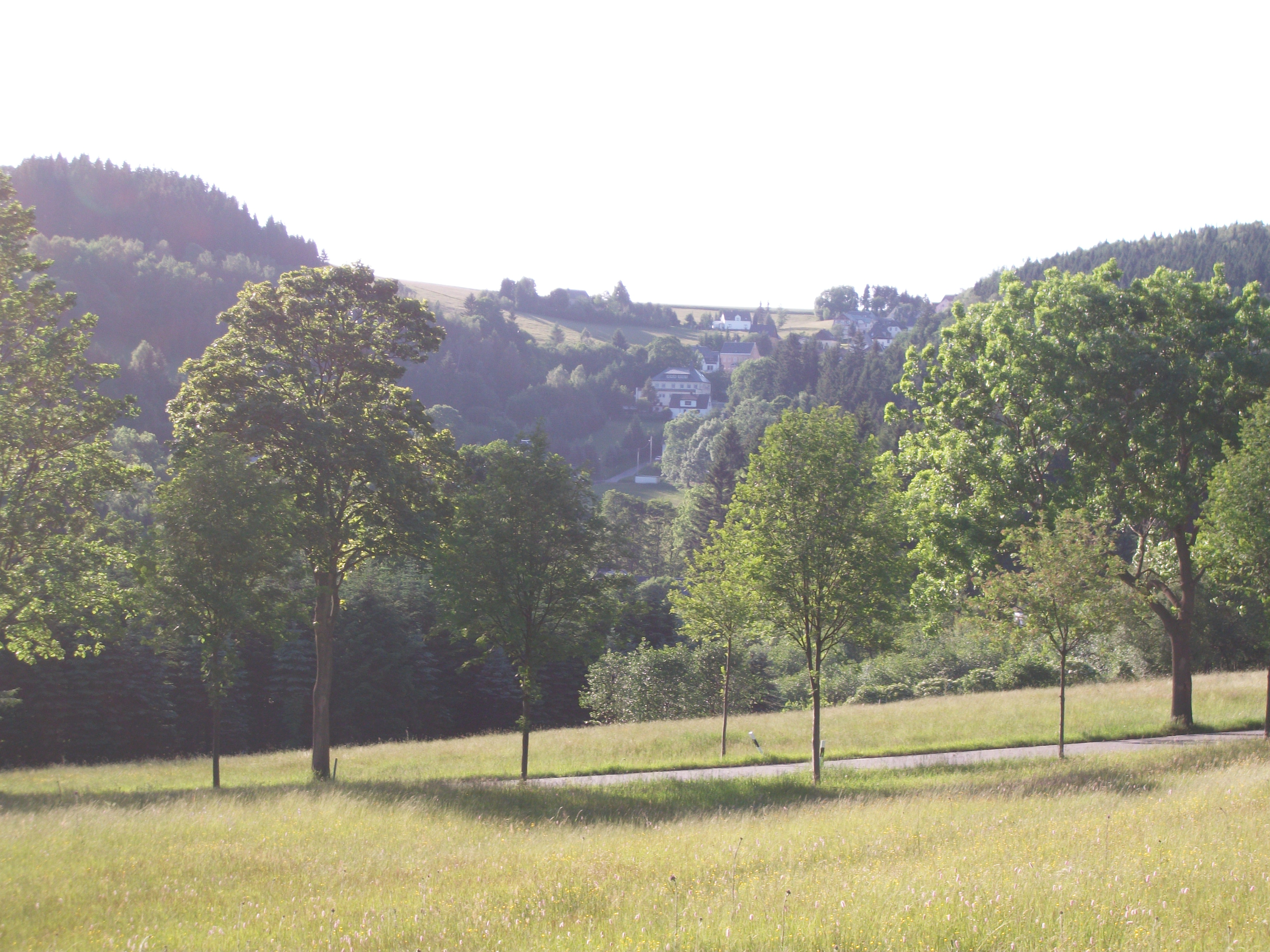
Blick auf Kühberg

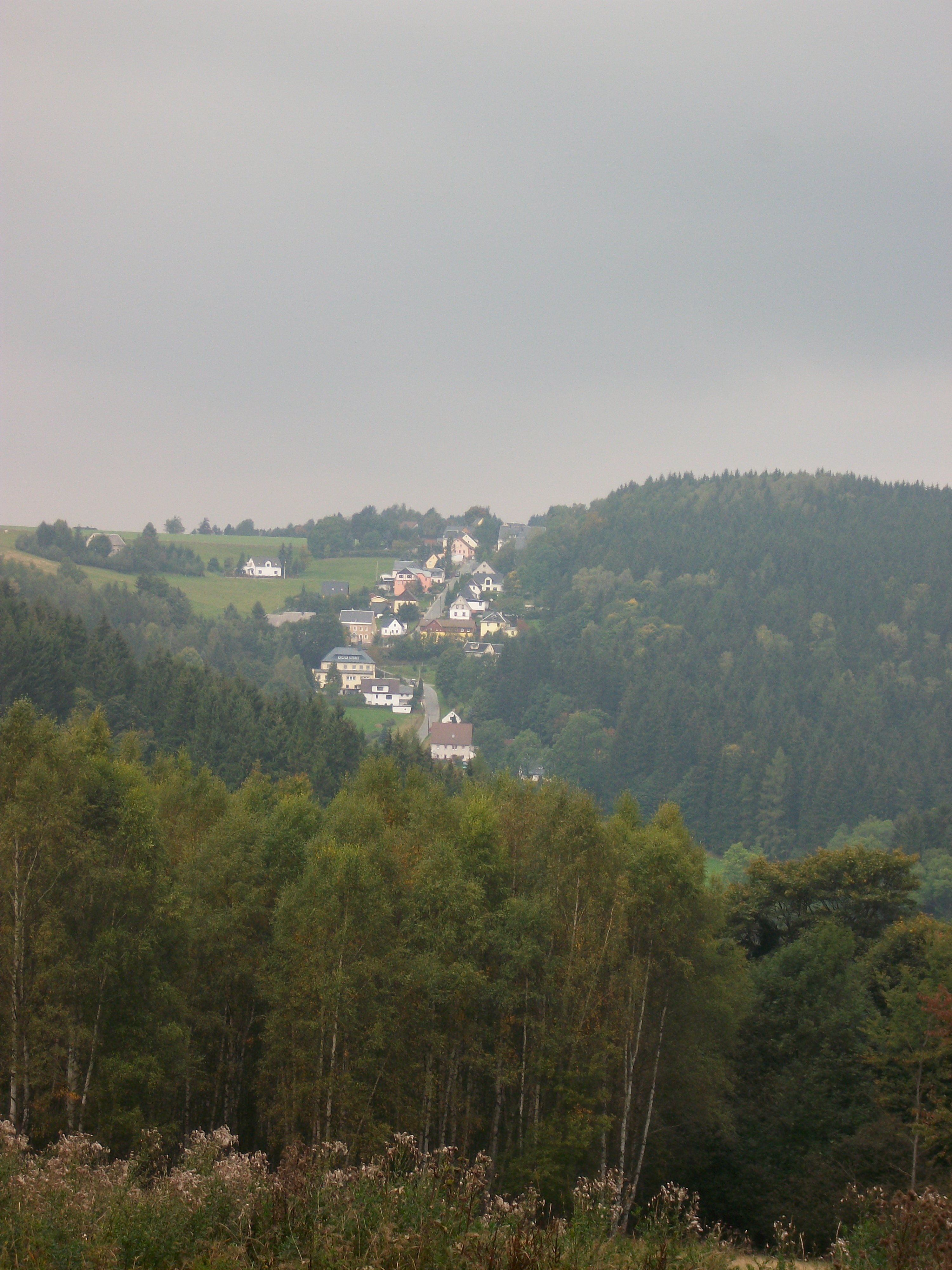
Kühberg, Blick von Vejprty-Grund

Ursprünglich gehörte die Gegend um Kühberg und die Vorwerke an der Nordseite des Bärensteins zur Amtsseite von Königswalde. Den im Jahr 1525 erstmals urkundlich erwähnten Ort Bärenstein und das umliegende Gebiet erwarb der kursächsische Bergbeamte Hans Röhling im Jahr 1527 vom Kloster Grünhain als Erblehngut. Unter dem Kurfürsten Moritz von Sachsen (reg. 1547–1553) wurde das Röhlingsche Vorwerk vom Erbgut zum Mannlehngut erhoben. Gleichzeitig erhielt es auch niedere Gerichtsbarkeit. Damit wurden ihm die übrigen Ansiedler am Bärenstein zins- und fronpflichtig untertan und schieden aus der Zugehörigkeit zu Königswalde-Amtsseite aus. Kirchlich war das Gebiet um den Bärenstein zunächst in die katholische Kirche nach Schlettau gepfarrt. Nach dem Bau der Sankt-Trinitatis-Kirche in Königswalde-Ratsseite gehörten Bärenstein und Kühberg seit 1523 kirchlich zu Königswalde. Im Jahr 1529 erfolgte im Gebiet des Klosters Grünhain, das ernestinisch war, die Einführung der Reformation. Das albertinische Territorium östlich des Pöhlbachs blieb bis 1539 weiterhin katholisch. Die Kühberger auf der ernestinischen, evangelischen Seite des Pöhlbachs gingen somit in die albertinische, katholische Seite von Königswalde in den Gottesdienst. Der albertinische Herzog Georg von Sachsen schloss im Jahr 1530 die Königswalder Kirche, da er die neue Lehre auf seinem Territorium verbot. Die Kirche wurde erst nach seinem Tod im Jahr 1539 wieder geöffnet. Die Einwohner des unteren Ortsteils von Kühberg gingen später nach Königswalde, die des oberen Ortsteils nach Cranzahl in den Gottesdienst. Erst seit der Einweihung der Bärensteiner Erlöserkirche im Jahr 1655 war Kühberg nach Bärenstein gepfarrt.
Mit der Reformation ging die Auflösung des Grünhainer Klosters im Jahr 1536 einher. Politisch wurden Bärenstein und Kühberg dem neu gegründeten Amt Schlettau zugeteilt, welches kurze Zeit darauf mit dem Amt Grünhain vereinigt wurde. Nachdem der Ort mit dem Amt Schlettau im Zuge der Wittenberger Kapitulation im Jahr 1547 zum albertinischen Kurfürstentum Sachsen gekommen war, wurde Bärenstein mit der zu ihm gehörigen Siedlung Kühberg im Jahr 1548 zu einem Ratsdorf von Annaberg. Die Landbrücke, welche später als „Böhmische Brücke“ oder „Grenzbrücke“ bekannt war, wurde im Jahr 1557 über den Pöhlbach am unteren Ortsende von Kühberg gebaut. Sie bestand bis 1945. Zu dieser Zeit blühte der Bergbau zu beiden Seiten des Pöhlbachs, wodurch sich zahlreiche Bergleute ansiedelten. Gruben am Raumberg bei Kühberg trugen u. a. die Namen „Blaue Maus“ und „Berghäusel Bärenstein“.
Zwischen 1564 und 1566 entstand der Annaberger Floßgraben zur Heranführung großer Mengen von Brenn-, Gruben-, Hütten- und Bauholz sowie von zusätzlichem Aufschlag-, Brauch- und Trinkwasser für die Bergstadt Annaberg. Der elf Kilometer lange Graben begann an der Flurgrenze von Bärenstein mit der erst im 17. Jahrhundert entstandenen Siedlung Stahlberg. Dann verlief er bis zum Standort des heutigen Bahnhofs Bärenstein entlang der heutigen Eisenbahnstrecke über den ehemaligen Haltepunkt Kühberg in der Ortsmitte und weiter in Richtung Königswalde oberer Bahnhof. Der Graben war bis zur Aufgabe der Flößerei im Jahr 1844 in Betrieb.
Aufgrund der niedrigeren Passhöhe gegenüber den benachbarten Erzgebirgspässen wurde der Preßnitzer Pass, an dem Kühberg lag, während des Dreißigjährigen Krieges häufig genutzt. Im 17. Jahrhundert existierte die Straße zwischen Bärenstein und Hammerunterwiesenthal noch nicht. Oberwiesenthal wurde über das Tal der Sehma erreicht. Die „Joachimsthaler Straße“, welche heute ungefähr dem Verlauf der Bundesstraße 95 zwischen Annaberg und Bärenstein entspricht, führte weiter nach Weipert über die böhmische Grenze und von dort nach Sankt Joachimsthal. Im Jahr 1654 wurde das kurfürstlich-sächsische Geleits- und Zollhaus namens „Berghäusel“ an der Westseite der Joachimsthaler Straße (heute: Annaberger Straße) erbaut. Es lag am Kreuzungspunkt der Joachimsthaler Straße (von Annaberg nach Bärenstein/Weipert) mit der Preßnitzer Straße (Paß- bzw. Salzstraße von Schlettau nach Weipert/Preßnitz). 1669 war das Gebäude so baufällig, dass das Zoll- und Geleitshaus in den gegenüber liegenden Gasthof einzog, der dem Rat der Stadt Annaberg gehörte. In der Nähe des Zollhauses lag die „Mareckswiese“, auf der nach 1682 ein Gartenhaus mit Gastungsgerechtigkeit erbaut wurde, das der Vorläufer des späteren „Gasthauses Königslust“ war. Dieses auch als „Gasthof Bärenstein“ bekannte Gebäude lag südöstlich des zu Sehma gehörigen „Vorwerks Königslust“ am nördlichen Ende von Kühberg. Das Zollhaus war kein Bestandteil des Mannlehnguts Bärenstein. Es unterstand somit nicht dem Rat der Stadt Annaberg, sondern gehörte als fiskalisches Gebäude von 1654 bis nach 1800 zum Kreisamt Schwarzenberg. Seitdem das Haus im Jahr 1849 versteigert wurde, dient es einer privaten Nutzung. Der Name „Berghäusel“ geriet im 19. Jahrhundert in Vergessenheit.

### 19. Jahrhundert bis zur Gegenwart

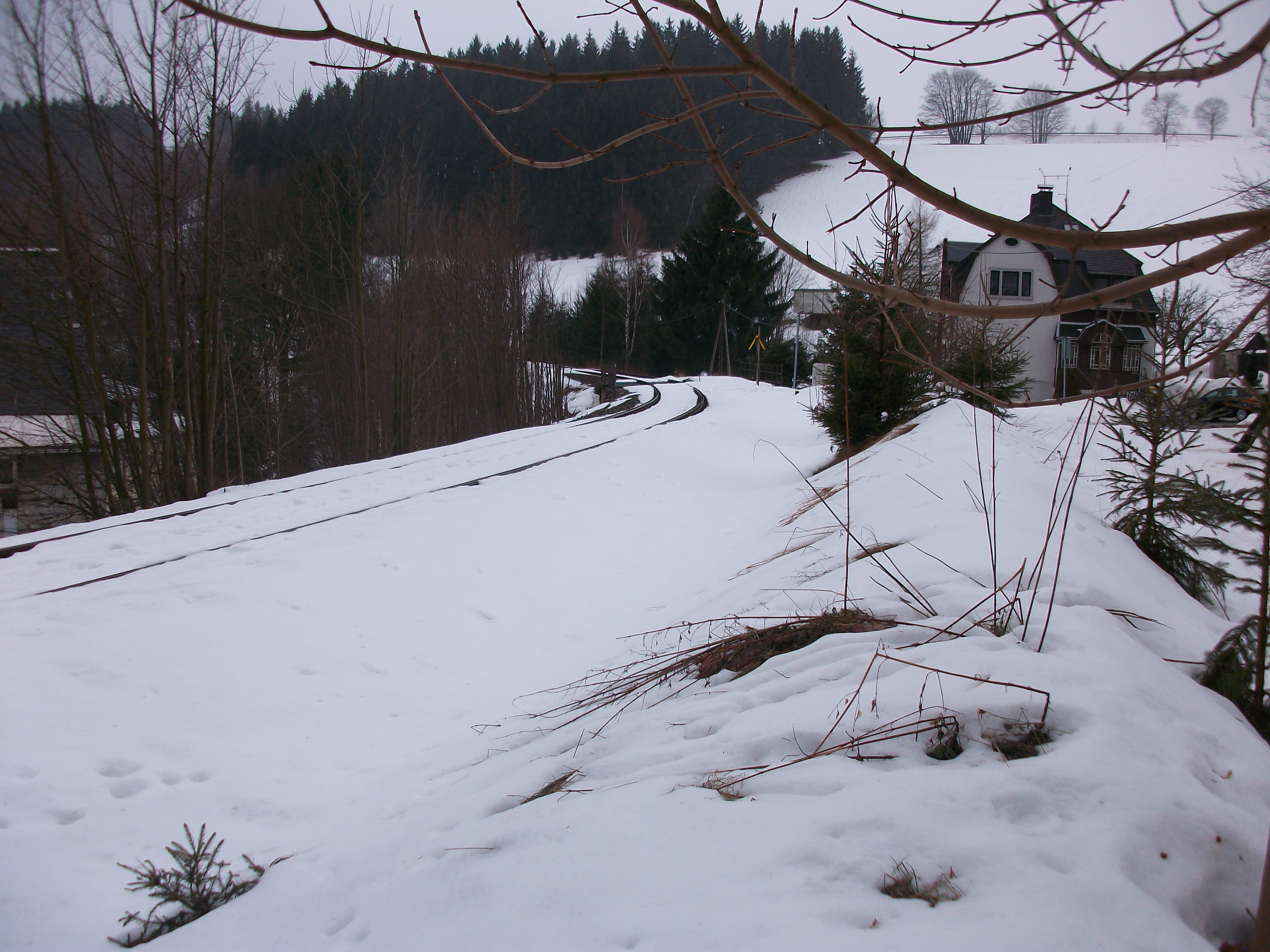
Lage des aufgelassenen Haltepunkts Kühberg (2017)

Zwischen 1827 und 1830 entstand die Straße von Bärenstein über den oberen Ortsteil von Kühberg nach Annaberg. Bärenstein und die zum Ort zählende Siedlung Kühberg gehörten bis 1856 zum kursächsischen bzw. königlich-sächsischen Amt Grünhain (Unteramt Schlettau). Ab 1856 gehörte der Ort zum Gerichtsamt Annaberg und ab 1875 zur Amtshauptmannschaft Annaberg.
Für den Bau der Bahnstrecke von Annaberg nach Weipert wurde der seit 1844 nicht mehr genutzte Annaberger Floßgraben verfüllt und auf ihm Gleise verlegt. Kühberg erhielt an der im Jahr 1872 eröffneten Strecke erst am 15. Dezember 1896 einen eigenen Haltepunkt im Ortszentrum.
Im Jahr 1884 wurde in Kühberg eine Freiwillige Feuerwehr gegründet, die durch Gemeindebeschluss im Jahr 1894 wieder aufgelöst wurde. Ab 1895 existierte in Kühberg einer von drei Löschzügen der Pflichtfeuerwehr von Bärenstein. Daneben wurde im Jahr 1911 die Freiwillige Feuerwehr Kühberg wiedergegründet. Nachdem die Bärensteiner Pflichtfeuerwehr im Jahr 1925 aufgelöst worden war, erfolgte im Jahr 1936 der Zusammenschluss der Freiwilligen Feuerwehren von Mittelbärenstein, Kühberg und Stahlberg zur Freiwilligen Feuerwehr Bärenstein. Bereits ein Jahr zuvor erhielt Kühberg ein neues Spritzenhaus. In den Jahren 1901/02 entstand die Straße von Königswalde nach Kühberg im Tal des Pöhlbachs.
Mit der Eingliederung des Sudetenlands in das Deutsche Reich entfiel im Oktober 1938 die Staatsgrenze nach Weipert. In Auswirkung des Zweiten Weltkriegs wurde im Jahr 1945 der Fußgängerübergang über die „Böhmische Brücke“ zwischen Kühberg und dem Blechhammer in dem zu Weipert (nach 1945 in Vejprty umbenannt) gehörigen Ortsteil Grund geschlossen. Nach 1945 erfolgte der Abriss des Ortsteils Grund samt den Ruinen des 1945/46 abgebrannten Blechhammers auf tschechischer Seite.
Durch die zweite Kreisreform in der DDR kam Kühberg als Teil der Gemeinde Bärenstein im Jahr 1952 zum Kreis Annaberg im Bezirk Chemnitz (1953 in Bezirk Karl-Marx-Stadt umbenannt), der ab 1990 als sächsischer Landkreis Annaberg fortgeführt wurde und 2008 im Erzgebirgskreis aufging. Nach der politischen Wende wurde der Straßen- und Schienen-Grenzübergang von Bärenstein ins benachbarte tschechische Vejprty wieder geöffnet. Der Grenzübergang im unteren Ortsteil von Kühberg blieb jedoch geschlossen. In der Gegenwart existiert lediglich ein grenzüberschreitender Fußweg über den Pöhlbach zur „Anton-Günther-Ruh“ in der verschwundenen Siedlung Grund. Der Haltepunkt Kühberg an der Bahnstrecke Vejprty–Annaberg-Buchholz unt Bf wurde aufgrund der geringen Frequentierung am 27. September 1998 aufgelassen. Der durch den Ort führende Streckenabschnitt wird seit dem 1. Mai 2016 nur noch als befristetes touristisches Angebot in den Sommermonaten befahren. Am 1. Dezember 2008 wurde Kühberg der Status als Gemeindeteil aberkannt.

## Tourismus
- Die Etappe 7 des Kammwegs Erzgebirge-Vogtland von Satzung nach Bärenstein verläuft durch den gesamten Ort.[30]
- Der Stoneman Miriquidi, die anspruchsvollste Mountainbikestrecke im Erzgebirge, verläuft auf dem Abschnitt Pöhlberg – Bärenstein durch den oberen Ortsteil von Kühberg.[31][32]

## Verkehr
Im Nordwesten des Orts verläuft die Bundesstraße 95.
Kühberg wird im mittleren Bereich von der Bahnstrecke Vejprty–Annaberg-Buchholz unt Bf durchquert. Der Haltepunkt Kühberg wurde am 15. Dezember 1896 eröffnet. Er befand sich im Zentrum der Ansiedlung. Aufgrund der geringen Frequentierung erfolgte die Auflassung des Halts zum 27. September 1998. Im Rahmen der Streckenerneuerung im Jahr 2000 wurde der bis dahin noch vorhandene Bahnsteig vollständig abgetragen. Zum Fahrplanwechsel am 14. Dezember 2014 wurde der planmäßige Reiseverkehr zwischen den Bahnhöfen Vejprty und Cranzahl, in dessen Abschnitt auch Kühberg passiert wird, gänzlich eingestellt. Im April 2017 wurde der Verkehr an den Wochenenden bis September wieder aufgenommen. Seit 1. Mai 2018 verkehren an den Wochenenden wieder 2 Zugpaare von Chomutov weiter bis Cranzahl und zurück. Gefahren wird mit den Triebwagen der Tschechischen Staatsbahn.